# James Fuchs
James Emanuel „Jim” Fuchs (ur. 6 grudnia 1927 w Chicago, zm. 8 października 2010 w Nowym Jorku) – amerykański lekkoatleta, który specjalizował się w pchnięciu kulą.
W swoim olimpijskim debiucie na igrzyskach w Londynie (1948) zdobył brązowy medal. Od lipca 1949 do sierpnia 1950 roku cztery razy poprawiał rekord świata doprowadzając go do wyniku 17,95 m. Podczas igrzysk panamerykańskich w 1951 roku wygrał rywalizację nie tylko w swojej koronnej konkurencji ale także w rzucie dyskiem. Nie przegrał w kolejnych 88 startach. Na igrzyskach olimpijskich w 1952 roku ponownie stanął na najniższym stopniu podium. Wielokrotnie stawał na podium mistrzostw USA oraz czempionatu NCAA.
Rekord życiowy: 17,95 m (22 sierpnia 1950, Eskilstuna) – do 9 maja 1953 roku rezultat ten był rekordem świata oraz rekordem USA w pchnięciu kulą.
| Rok  | Impreza                  | Miejsce      | Konkurencja    | Pozycja    | Wynik |
| ---- | ------------------------ | ------------ | -------------- | ---------- | ----- |
| 1948 | Igrzyska olimpijskie     | Londyn       | pchnięcie kulą | 3. miejsce | 16,42 |
| 1951 | Igrzyska panamerykańskie | Buenos Aires | pchnięcie kulą | 1. miejsce | 17,25 |
| 1951 | Igrzyska panamerykańskie | Buenos Aires | rzut dyskiem   | 1. miejsce | 48,91 |
| 1952 | Igrzyska olimpijskie     | Helsinki     | pchnięcie kulą | 3. miejsce | 17,06 |